# Пахиты
Пахиты (лат. Pachyta) — род жуков семейства жуков-усачей из подсемейства усачики.

## Описание
Третий сегмент задней лапки расщеплён очень неглубоко,  вырезка не доходит до его середины.

## Систематика
К этому роду относятся следующие виды:
- подрод: Pachyta Dejean, 1821

- вид: Pachyta armata LeConte, 1873
- вид: Pachyta bicuneata Motschulsky, 1860
- вид: Pachyta degener Semenov & Plavilstshikov, 1936
- вид: Pachyta erebia Bates, 1884
- вид: Pachyta lamed (Linnaeus, 1758)
- вид: Pachyta mediofasciata Pic, 1936
- вид: Pachyta perlata Holzschuh, 1991
- вид: Pachyta quadrimaculata (Linnaeus, 1758)

- подрод: Fairmairia Podaný, 1964

- вид: Pachyta oxyoma Fairmaire, 1889